# Церковь Дании
Евангелическо-лютеранская церковь в Дании или Народная Церковь (дат. Folkekirken, или неофициально дат. den danske folkekirke; гренл. Ilagiit), иногда называемая Церковь Дании — установленная, поддерживаемая государством церковь в Дании. Высшую светскую власть церкви составляют правящий монарх и парламент Дании — фолькетинг. На январь 2023 года, 72,1 % населения Дании являются членами церкви, членство является добровольным.
Конституция Дании 1849 года определила церковь как «Датскую народную церковь» и требует, чтобы государство поддерживало её как таковую.
Датская церковь продолжает сохранять исторический епископат. Богословская власть принадлежит епископам: десяти епископам в материковой Дании и одному в Гренландии, каждый из которых курирует свою епархию. Епископ Копенгагена является primus inter pares.

## История
Халкидонское христианство было введено в Дании в IX веке Ансгаром, архиепископом Гамбурга-Бремена. В X веке король Харальд I Синезубый обратился в христианство и начал организовывать церковь, а к XI веку христианство стало доминирующей религией по всей стране. В XIX веке заметной фигурой Церкви Дании стал епископ и теолог Грундтвиг. Со времён Реформации в Дании церковь является евангелическо-лютеранской, сохраняя при этом большую часть своих высоких церковных литургических традиций, унаследованных от католицизма.

## Структура и финансирование
Имеет епископальное управление с отдельными элементами пресвитериального (синодального). Среди датских епископов глава копенгагенской епархии имеет почётный статус первого среди равных, что не даёт ему никаких управляющих функций. Главой церкви является монарх Дании, а контролирующие функции осуществляет особое Министерство церковных дел. Состоит из 11 епархий (дат. stifter), епархии состоят из пробств (provstier), пробства — из приходов (sogne)

### Епархии
Управляются епископами (biskop), при которых действуют епархиальные советы (stiftsråd). Десять епархий находятся в Дании. Епархия Фарерских островов с 2007 года стала независимой церковью, также как и епархия Гренландии преобразовалась в отдельную церковь в 2009 году.
| Диоцез                     | Основан                 | Собор               | Епископ                                           |
| -------------------------- | ----------------------- | ------------------- | ------------------------------------------------- |
| Диоцез Виборга             | 1537                    | Собор Виборга       | Хенрик Стубкъёр (с 2014)                          |
| Церковь Гренландии         | 1993 2009 (как церковь) | Собор Нуука         | Софи Петерсон (с 1995)                            |
| Диоцез Копенгагена         | 1537                    | Собор Копенгагена   | Петер Сков-Якобсен (с 2009) (Примас Церкви Дании) |
| Диоцез Лолланн-Фальстера   | 1803                    | Собор Марибо        | Марианне Гаарден (с 2017)                         |
| Диоцез Ольборга            | 1554                    | Собор Ольборга      | Хеннинг Тофт Бро (с 2010)                         |
| Диоцез Орхуса              | 948                     | Собор Орхуса        | Хенрик Вай-Полсен (с 2015)                        |
| Диоцез Рибе                | 948                     | Собор Рибе          | Элоф Вестергаард (с 2014)                         |
| Диоцез Роскилле            | 1922                    | Собор Роскилле      | Петер Фишер-Мёллер (с 2008)                       |
| Церковь Фарерских островов | 1990 2007 (как церковь) | Собор Торсхавна     | Йегван Фруйрикссон (с 2007)                       |
| Диоцез Фюна                | 988                     | Собор Святого Кнуда | Тине Линдхардт (с 2012)                           |
| Диоцез Хадерслева          | 1922                    | Собор Хадерслева    | Марианне Кристиансен (с 2013)                     |
| Диоцез Хельсингёра         | 1961                    | Собор Хельсингёра   | Лисе-Лотте Ребель (с 1995)                        |

### Приходы
Управляются приходскими пресвитерами (sognepræst; до 1981 года — капелланами, kapellan), один из которых является руководящим (kirkebogsførende sognepræst) (до 1981 года — приходские пресвитеры). При приходских пресвитерах действуют приходские советы (menighedsråd). Несколько отдельных приходов могут образовывать пастораты (pastorater) во главе с общими пресвитерами. В Церкви Дании (на 2012 год) насчитывается 2354 приходских храма.

### Финансирование
Церковь датского народа финансируется датским народом при помощи церковного налога (kirkeskat). Его ставка разная в разных коммунах Дании (от 0,42 % до 1,48 %) и в среднем составляет 0,88 % от налогооблагаемого дохода датчанина. После сбора налогов налоговыми органами государства за распределение денег от церковного налога отвечает министерство церкви (Kirkeministeriet). Из примерно 6,3 млрд датских крон от церковного налога в 2013 году, 5,2 млрд крон были выданы местным церквям, а 1,1 млрд крон — центральным органам церкви.

## Современное состояние
По данным на 1 января 2011 года, Церковь датского народа насчитывала 4,5 млн членов, то есть около 80,4 % населения страны; на 1 января 2014 года — 4 413 825 членов, то есть 78,4 % от 5 627 235 жителей Дании. В 1948 году первой из государственных церквей Скандинавских стран начала рукополагать женщин в сан. С 1997 года Лютеранская церковь Дании начала благословлять однополые браки, но не проводила обряда венчания. Венчания гомосексуалов проводятся с июня 2012 года. С 2014 года Церковь обязана регистрировать подобные браки.